# Josef Friedrich Perkonig
Josef Friedrich Perkonig (* 3. August 1890 in Ferlach; † 8. Februar 1959 in Klagenfurt) war ein österreichischer Erzähler, Dramatiker, Autor von Hör- und Fernsehspielen, Filmproduzent, Lehrer, später Professor an der Lehrerbildungsanstalt in Klagenfurt und Mitglied im Bamberger Dichterkreis.

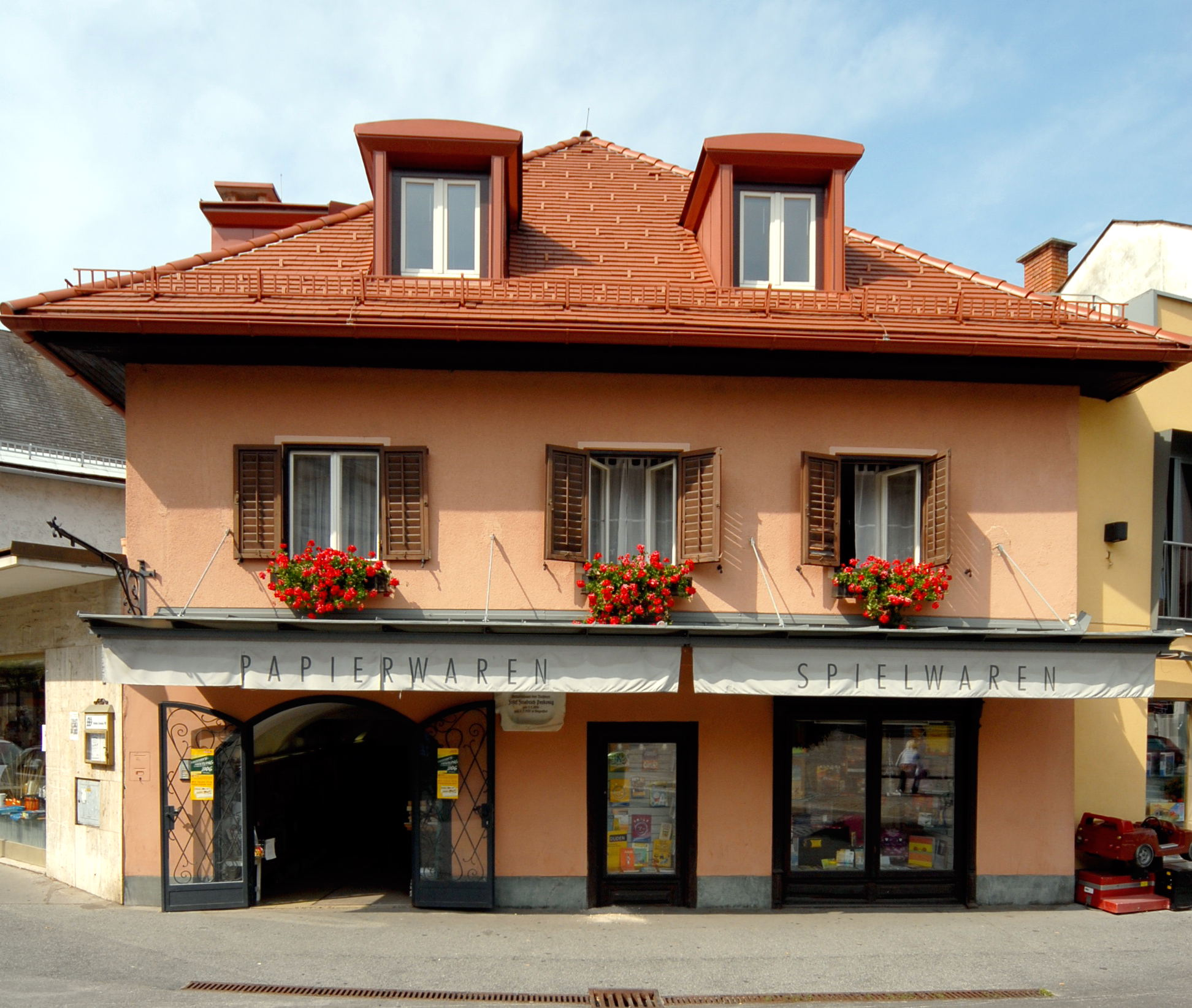
Geburtshaus von J.F. Perkonig auf dem Ferlacher Hauptplatz

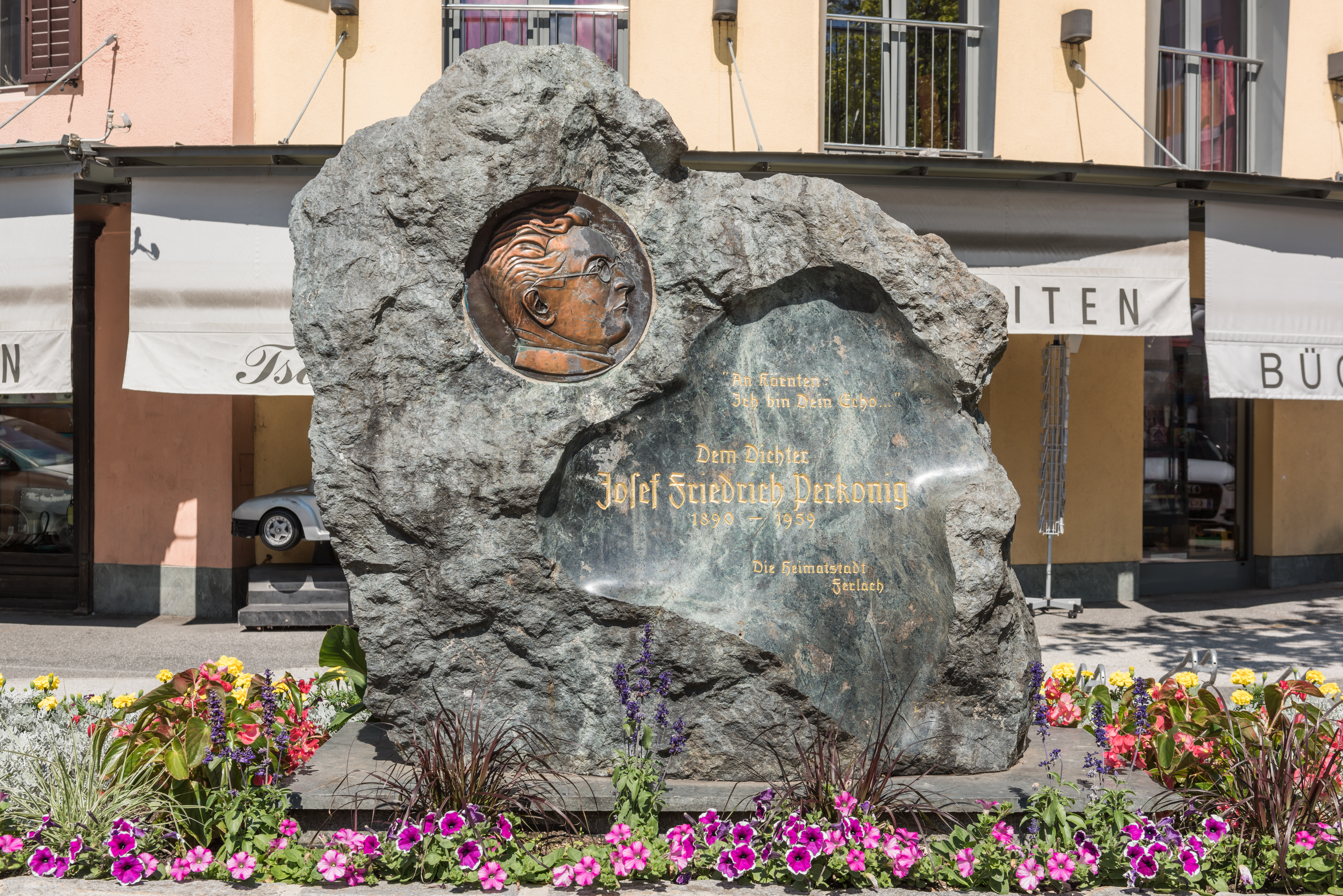
Gedenkstein Hauptplatz Ferlach

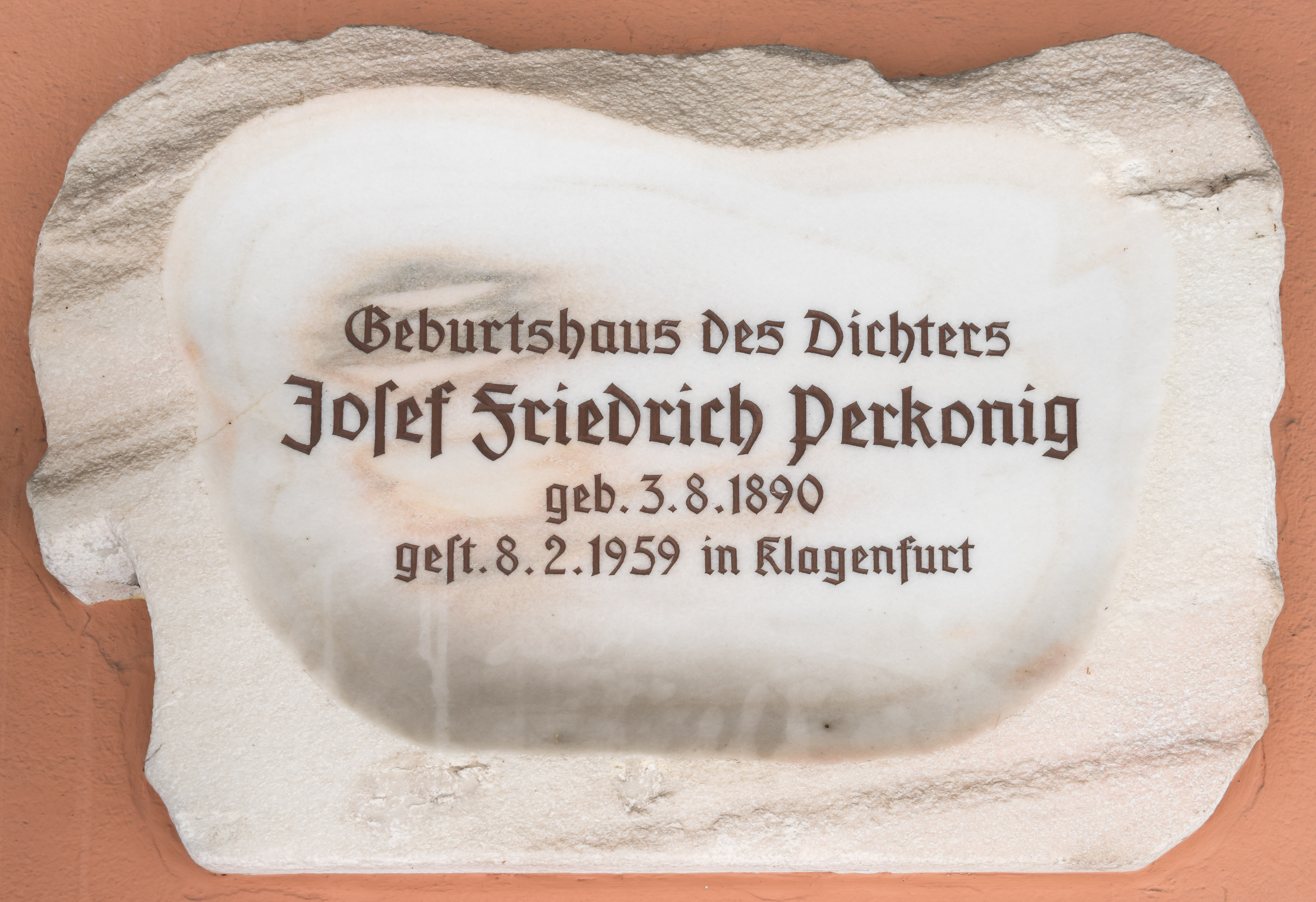
Gedenktafel am Geburtshaus von J.F. Perkonig auf dem Ferlacher Hauptplatz

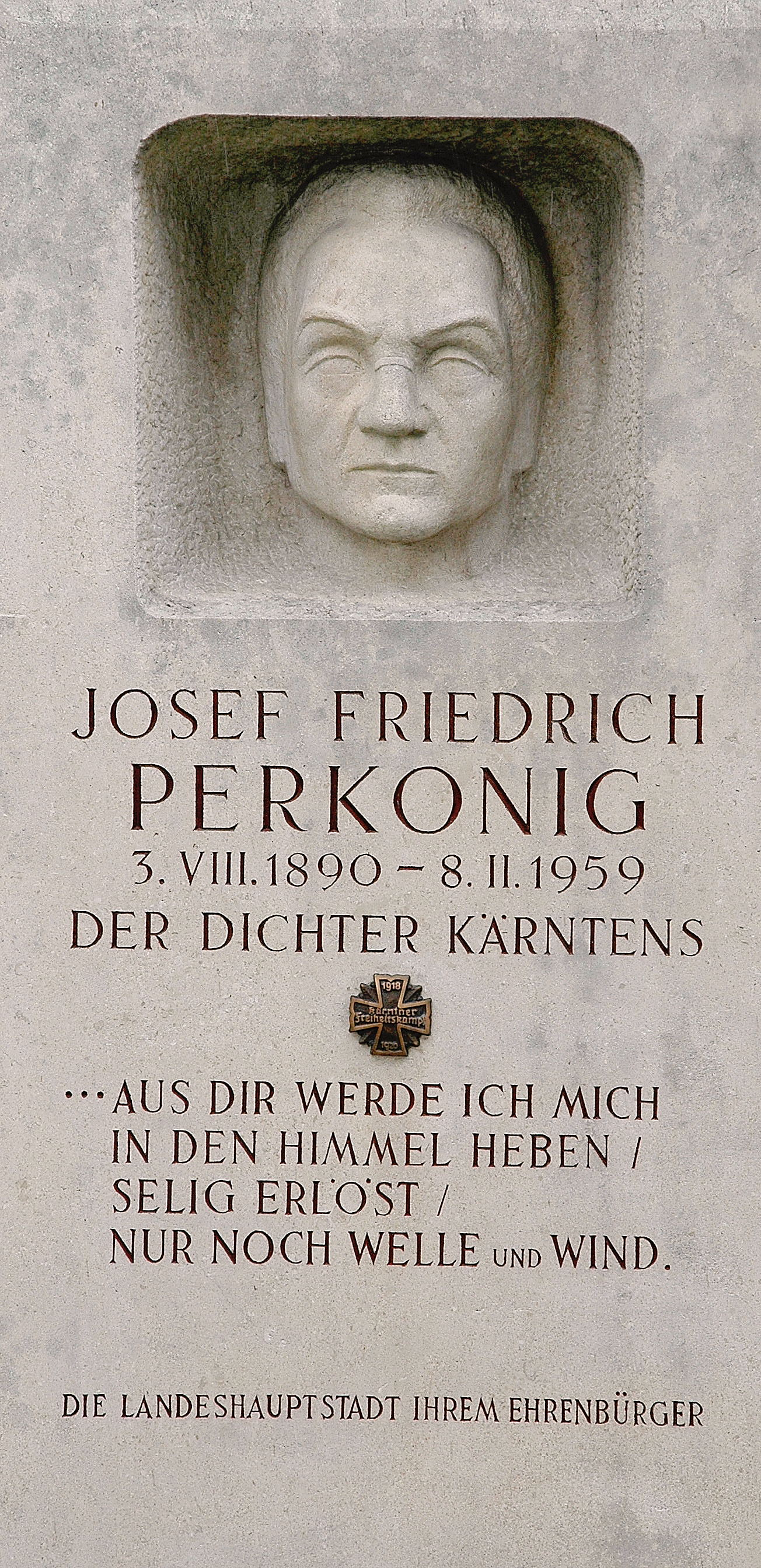
Perkonig-Grab auf dem Klagenfurter Friedhof Annabichl

## Leben
Perkonig war der Sohn des slowenischsprachigen Graveurs der Büchsenmacherstadt Ferlach Michael Perkonig und dessen deutschsprachiger Ehefrau Franziska geb. Glantschnig. Er war römisch-katholisch heiratete am 30. Dezember 1918 Anna Sanitzer (* 2. Februar 1892; † 25. Dezember 1982). Damit stammte er aus der slowenischen Volksgruppe.
1904 wurde Perkonig Mitglied bei der damals verbotenen Pennalen Burschenschaft Normannia Klagenfurt. Er war zeitweise deren Sprecher und verfasste 1910 deren Farbenlied. Er absolvierte die Lehrer- und Lehrerinnen-Bildungsanstalt in Klagenfurt und war von 1905 bis 1909 als Unterlehrer in Obervellach und St. Johann am Brückl tätig. Nachdem er 1911 die Lehrbefähigungsprüfung für allgemeine Volksschulen erhalten hatte, arbeitete er ab 1912 in Viktring. Aufgrund seiner starken Kurzsichtigkeit wurde er als untauglich eingestuft, so dass er nicht am Ersten Weltkrieg teilnahm. Jedoch war er von 1918 bis 1920 am Kärntner Abwehrkampf gegen den Staat der Slowenen, Kroaten und Serben beteiligt. Im Auftrag des Kärntner Heimatbundes sammelte und bearbeitete er Erlebnisberichte von Abwehrkämpfern, die 1930 als „Kampf um Kärnten“ im Klagenfurter Verlag Artur Kollitsch erschienen. Perkonig wurde Volksschullehrer, betätigte sich von 1920 bis 1922 kulturpolitisch und wurde 1922 Professor an der Lehrerbildungsanstalt Klagenfurt.
Perkonigs Leben und Schaffen zeugen von seiner lebenslangen tiefen Verbundenheit mit seiner Kärntner Heimat. Sein literarisches Werk umfasst an die 50 Werke und gilt als Zeugnis der landschaftlichen Schönheit, aber vor allem der bewegten Geschichte Kärntens und des problematischen Verhältnisses der beiden Volksgruppen zueinander: „In mir selbst wirkt aus den Ahnen väterlicherseits ein leiser Tropfen slawischen Blutes“ oder „…zu deutscher Seele hin ist mein Sinn gerichtet, slawischer Seele aber weiß ich nachzuspüren“. Perkonig erläutert vor allem die Menschen und Landschaften des österreichisch-slowenischen Grenzgebiets: „Als ein Dichter des deutschen Grenzlandes weiß ich wohl, daß ich für mein Volk auf Vorposten stehe, daß ich ein Vermittler sein muß zwischen Drüben und Herüben.“ Man betrachtet sein schriftstellerisches Tun als Beginn der eigenständigen Kärntner Dichtung. Er gilt indes vor allem als „Dichter eines ganzen, ungeteilten Kärnten, der in der Sprache des deutschen die Geheimnisse und Schönheiten des slowenischen preist“. Einen Höhepunkt stellt sein Kriegsgefangenen-Roman „Menschen wie du und ich“ dar, einer der ungewöhnlichsten Kriegsromane nicht nur der österreichischen Literatur, in dem es wie auch später im großen Roman „Patrioten“ von 1950 nicht mehr um das Geschick von einzelnen, sondern um das Leiden der Menschheit geht. Die Kriegsgefangenen sind Russen, die Bewacher sind Österreicher – der Krieg ist der Erste Weltkrieg. Erschienen ist der Roman 1932. Bei den „Patrioten“ hingegen handelt es sich um die Menschen in den Südkärntner Kämpfen vom Oktober bis Mai 1919, wobei Perkonig Patrioten gleichermaßen auf deutsch- wie auf slowenischsprachiger Seite sieht und Licht und Schatten gleichmäßig verteilt. Da kämpfen die einen auf Leben und Tod um den Bestand ihrer Heimat, die andern um die Erfüllung ihrer nationalen Wünsche. Die beiden jungen Menschen, die für ihre Völker stehen, fallen im Zweikampf, doch Gott verzeiht ihnen um anderer willen, „die eines Tages geboren sein werden, die Väter eines friedlichen Geschlechts“. Bei seinem Erscheinen erregte das Buch Unwillen in Kärnten wie in Jugoslawien, denn Perkonig bezeichnete die Absicht des Buches als „die Notwendigkeit der Überwindung des …'nationalen' Denkens“. Es erscheine ihm „eine grausame Tragik zu sein, daß die Menschen auf den Zufall der Sprache so viel Wert legen.“ Sein Roman sei „ein Buch für ein neues Europa, …für eine ungeteilte Welt“. Der Roman soll bereits 1943 abgeschlossen worden sein, die nationalsozialistische Zensur aber nicht passiert haben.

## Netzwerk
Perkonig, der Lehrer Emil Lorenz (1889–1962), Johannes Lindner (1896–1985) und Alexander Lernet-Holenia gründeten zu Beginn der 1920er Jahre eine Autorengemeinschaft „Kärntner Kleeblatt“. Gebildet hatte sich dieser Freundeskreis in Teilen schon im Kärntner Abwehrkampf gegen die Besetzung Kärntens durch die Truppen des 1918 gegründeten Königreichs Jugoslawien, sowie während der publizistischen bzw. propagandistischen Arbeit im Vorfeld der darauf folgenden Kärntner Volksabstimmung von 1920. Diese militärischen, organisatorisch fest verankerten Seilschaften hatten von der Ersten Republik über den Ständestaat und das „Dritte Reich“ bis in die Zweite Republik hinein eine Bedeutung. Den Kern bildete die Gruppe um Perkonig, den „überregional-vereinsmäßig gesehen weitaus am besten vernetzte[n] Schriftsteller, der in Kärnten lebte.“
Perkonig war von 1931 bis zu seiner Deckung 1933 Mitglied der Freimaurerloge Paracelsus, 1945 wurde er dort wieder aufgenommen und war 1953 Gründungsmitglied der Loge Zu den 3 Säulen im Süden.
Ingeborg Bachmanns Vater war mit Perkonig persönlich bekannt und hatte sich schon ab 1942 für eine Veröffentlichung der Texte seiner Tochter eingesetzt. Bachmanns frühe Erzählung Das Honditschkreuz hatte dieser an Franz Karl Ginzkey weiterempfohlen. In der Forschung wurde lange die These vertreten, dass Perkonig hinter der Figur des Felician in Bachmanns frühen Briefen an Felician stehe, doch gilt dies nicht mehr als gesichert. In diesem Text steht einem jungen weiblichen Ich ein dominanter Mann gegenüber, der Eros und Kunst in sich vereint. Perkonig unterrichtete an der Klagenfurter Lehrerbildungsanstalt, als Ingeborg Bachmann dort Abitur machte.

### NS-Sympathisant
Perkonig war institutionell im Dienste des Austrofaschismus tätig. 1934 wurde er Mitglied im Beirat der Kärntner Landeshauptstadt Klagenfurt, Gemeinderat. Er war auch von 1934 bis 1938 Landtagsabgeordneter im Ständischen Kärntner Landtag als Vertreter für Wissenschaft und Kunst. Im Landtag war er Mitglied des Ordnungs- und des Schulausschusses.
Er „engagierte sich gleichzeitig literarisch im völkischen und nationalsozialistischen Milieu.“ Beiträge des Schriftstellers wurden beispielsweise in die Anthologie Dichterbuch. Deutscher Glaube, deutsches Sehen und deutsches Fühlen in Österreich (1933) und in das Handbuch des völkischen Lebens der Ostmark (1933) aufgenommen.
Perkonig, der zur Zeit des Austrofaschismus ab 1933 dem Kampfbund für deutsche Kultur (KfdK) und ab 1936 der NS-Tarnorganisation Bund deutscher Schriftsteller Österreichs angehörte, unterstützte den „Anschluss“ Österreichs durch Propaganda. Er beteiligte sich etwa mit dem Gedicht „Heimkehr“ am Bekenntnisbuch österreichischer Dichter (1938 herausgegeben vom Bund deutscher Schriftsteller Österreichs), das den „Anschluss“ begeistert begrüßte. Zudem wurde in einer Sammlung, die Äußerungen prominenter österreichischer Persönlichkeiten zum „Anschluss“ aufführte, unter der Rubrik „Dichter bekennen sich zur Heimkehr ins Reich“ folgendes Gedicht Perkonigs abgedruckt:
„Größeres Vaterland:
Den Beharrlichen ein Lohn!
Den Greisen ein spätes Glück!
Dem Jüngling eine süße Pflicht!
Gebet, Gesang, Gedanke:
Ewig Deutschland!“
Die Nacht vom 11. auf den 12. März 1938, in der Österreichs Bundeskanzler Schuschnigg zurücktrat und die den Beginn des „Anschlusses“ Österreichs an das nationalsozialistische Deutsche Reich markiert, beschrieb Perkonig in freudiger Erinnerung: „Und es war mir dann, da ich auf die Straße hinaushorchte, als spränge das dunkle Land in die Sterne hinein. Ich spürte beinah körperlich das Glück dieses Abends.“
1939 wurde er Landesobmann der Gruppe Schriftsteller in der Reichsschrifttumskammer (RSK) in Kärnten, bevor er im April 1941 zum stellvertretenden RSK-Landesleiter ernannt wurde. Entgegen Perkonigs Aussage, er sei nicht Mitglied der NSDAP gewesen, weisen mehrere Dokumente auf einen illegalen Parteibeitritt im Jahre 1934 hin. Weitere Unterlagen belegen, dass er sich 1939 und 1941 um die reguläre Aufnahme in die NSDAP bemühte.
Zwischen 1933 und 1945 erschienen insgesamt 19 Titel des Autors. Ab 1942/43 verfasste er Beiträge für die Donauzeitung (Belgrad), das Bozner Tagblatt (Bozen), die Deutsche Zeitung in Kroatien (Zagreb), das Neue Wiener Tagblatt und den Völkischen Beobachter (Wiener Ausgabe).

Perkonig war zeitweilig Leiter von Roseggers Heimgarten, Zeitschrift für das deutsche Haus und publizierte auch während der Zeit des Nationalsozialismus. Sein Buch Das Zauberbründl. Das Volk in den Alpen erzählt erschien erstmals 1942 im NS-Gauverlag Graz. Hier ging auch das von Perkonig herausgegebene Werk Kärnten – Heimatland, Ahnenland. Ein Buch für die Jugend in Druck. In der Einleitung zum letzten Kapitel schrieb Perkonig unter Rückgriff auf völkisch-nationalsozialistische Ideologeme:
„Einmal, deutscher Knabe, deutsches Mädchen, wirst du erwachsen sein und deinen Platz im deutschen Volke einnehmen. Ob du dann Bauer, Soldat, Arbeiter, Handwerker oder ein studierter Mensch sein wirst […], du bist nichts ohne dein Volk. […] Du hast das große Glück, einem herrlichen Volke anzugehören, du mußt seiner auch würdig sein. Vergiß nicht, wieviele seiner besten Menschen sich für ihr Volk geopfert haben […] – alles nur, damit ihr deutsches Volk groß und mächtig werde. Als es in Not und Schmach geriet, da schenkte ihm Gott einen Führer, der es wieder in das Licht führte. Ihm musst du in Leben und Tod ergeben sein, denn ihm verdanken wir das wunderbarste Vaterland: Großdeutschland. […] Gib für Deutschland Glück und Gut dahin und, wenn es sein muß, auch das Leben!“ 
Zwar entsprachen dieser und andere Texte des Autors den Wünschen der NS-Kulturpolitik, generell zeichnete sich sein schriftstellerisches Wirken im „Dritten Reich“ jedoch durch einen Wechsel von Förderung und Ablehnung aus: „Immer wieder monierte man sein ständestaatliches Engagement durch die Kritik an slowenisch-slawophilen Tendenzen in einigen seiner Texte.“ Mit Verweis auf diesen Umstand dementierten Anhänger Perkonigs nach 1945 jegliche NS-Verstrickung des Autors. Auch Perkonig selbst drückte sich in seiner Rechtfertigungsschrift „Meine Haltung“ (1947) in ähnlicher Weise aus:
„Die dichterischen Werke, die ich in den letzten zwölf Jahren schuf, enthalten kein nationalsozialistisches Gedankengut; es sind erzählende Bücher rein menschlichen Inhalts. Ich habe in meiner Dichtung dem zuletzt herrschenden Zeitgeist in keiner Weise Rechnung getragen, was sämtliche Bücher eindeutig bezeugen.“

### Nachkriegszeit
1946 wurde Perkonigs Heimat in Not (1921) in Österreich in die Liste der gesperrten Autoren und Bücher aufgenommen. 1948 wurden seine Schriften Kärnten, mein Leben für Dich! (1935) und Kärnten. Heimatland, Ahnenland (1943) in der Sowjetischen Besatzungszone auf die Liste der auszusondernden Literatur gesetzt.
Perkonig übersetzte und publizierte Texte slowenischer Autoren. 1954 und 1955 nahm er an der zweiten bzw. dritten Pürgger Dichterwoche teil.
Nach seinem Tod am 8. Februar 1959 wurde im Oktober 1963 die Josef-Friedrich-Perkonig-Gesellschaft in Klagenfurt gegründet, die sich 2010 auflöste.

## Auszeichnungen und Ehrungen
- 1935 Österreichischer Staatspreis für Literatur
- 1936 Österreichisches Verdienstkreuz für Kunst und Wissenschaft, 1. Klasse[46]
- 1950 Ehrenbürger seiner Geburtsstadt Ferlach und der Kärntner Landeshauptstadt Klagenfurt
- 1990 Briefmarke anlässlich seines 100. Geburtstages
- Ehrengrab auf dem Klagenfurter Zentralfriedhof Annabichl

## Werke

### Romane

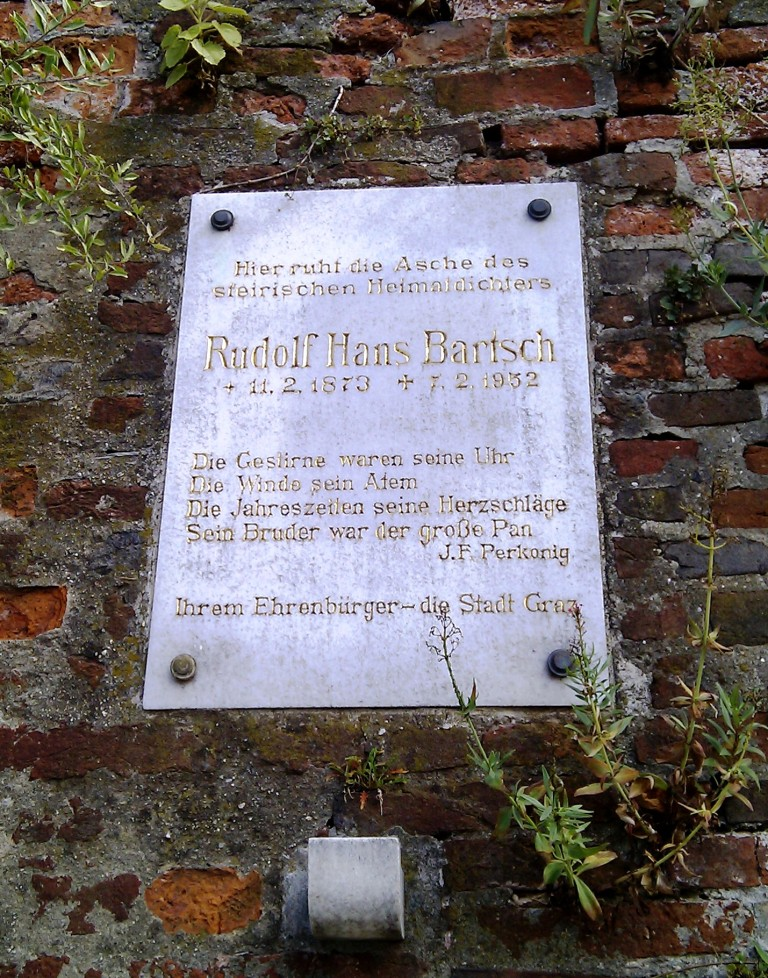
Grab des steirischen Dichters Rudolf Hans Bartsch mit Grabspruch von Josef Friedrich Perkonig (Grazer Schloßberg)

- Die stillen Königreiche, (1917) Fleischel, Berlin 1918
- Trio in Toskana. Fleischel, Berlin 1920
- Bergsegen, Wegweiser-Verlag, Berlin 1928
- Auf dem Berge leben. Adam Kraft Verlag, Karlsbad-Drahowitz, Leipzig 1935
- Mensch wie du und ich. Speidel, Wien-Leipzig 1932
- Honigraub, oder Der Hügel Sankt Joseph. Langen, G. Müller, München 1935.
- Nikolaus Tschinderle, Räuberhauptmann. Langen, G. Müller, München 1936
- Lopud, Insel der Helden, Langen, G. Müller, München 1938, Neuauflage: Liebeslied am Meer, Zsolnay, Hamburg-Wien 1955
- Die Erweckung des Don Juan. Amandus-Verl.ag, Wien 1949
- Patrioten, Pustet, Graz-Salzburg-Wien 1950
- Maturanten. Orplid-Reihe, Kremayr & Scheriau, Wien 1951
- Ev und Christopher, Neff, Wien-Berlin-Stuttgart 1952

### Novellen, Erzählungen, Kurzprosa, Essays, Übersetzungen aus dem Slowenischen
- Ausgabe: Ausgewählte Werke, 8 Bände, Heyn, Klagenfurt 1965–68.
- Trio in Moll. Drei Geschichten. Feldbücherei der k.u.k. 10. Armee 22, Verlag der Kriegszeitung der k.u.k. 10. Armee, Villach 1918
- Maria am Rain. Novellen. Fleischel, Berlin 1919
- Liebe, Leid und Tod. Novellen. Kleinmayr, Klagenfurt 1923
- Schubert, Hendl und der Birnbaum. Schubert-Novelle. Musikalische Novellen 1. Leipzig 1925
- Siebenruh. Novelle. Reclams Universal-Bibliothek 6536, Leipzig 192
- Dorf am Acker. Ländliche Novellen. Beck München 1926
- Ingrid Pan. Novelle. Speidel, Wien, Leipzig 1928
- Der Guslaspieler. Erzählung. Universal-Bibliothek 7305, Leipzig 1935
- Der Schinderhannes zieht übers Gebirg. Die kleine Bücherei. 41, Langen, G. Müller, München 1934
- Der Steinbock. Die deutsche Bergbücherei. 3 Styria, Graz, Leipzig, Wien 1935
- Die Fischer. Wiener Bücherei 7, Frick, Wien 1940
- Die Reise zu den Quellen. Münchner Lesebogen 50, Münchner Buchverlag, München 1941
- Das verzauberte Gebirg. Das Volk in den Alpen erzählt. – Tyrolia, Innsbruck, Wien, München 1937
- Das Zauberbründl. Das Volk in den Alpen erzählt. NS-Gauverlag, Graz 1942.
- Glück im Hause Beauregard. Erzählung. Reihe Süd-Ost 2,11, Luser, Wien, Leipzig 1939
- Ländliches Leben. Die kleine Bücherei 140, Langen, G. Müller, München 1942
- Sonntagskinder. Geschichten aus der Kärntner Mark. Selbstverlag, Klagenfurt o. J.
- Das Tagebuch des Lehrers Peter Blum. Erzählungen, Haßold, Laibach o. J.
- Fröhlicher Sommer. Kaiser, Klagenfurt 1947
- Heller Bruder, dunkle Schwester. Verlage Scientia, Nauck, Gallus, Zürich, Berlin, Wien 1951
- Ein Laib Brot, ein Krug Milch. Ländliche Novellen. Zsolnay, Hamburg, Wien 1960

### Heimatkundliches
- Heimat in Not. Erlebnisse und Berichte um das Schicksal eines kärntnerischen Tales. Kleinmayr, Klagenfurt 1921
- Kärnten. Deutsches Südland Jg. 1, 1–4. Sonderheft. Klagenfurt 1921
- Heimsuchung. Tragödie in Kärnten in 2 Akten. Deutsche Hausbücherei 92, Österr. Schulbücherverlag, Wien 1923
- Kärnten, ein Heimatbuch, Klagenfurt, 1925
- Landschaft um den Wörthersee. Artur Kollitsch, Klagenfurt 1925
- Kärnten. Heimatbuch  Brandstetters Heimatbücher deutscher Landschaften 18, Brandstetter, Leipzig 1925
- Kärnten. Landschaft, Volk, Kultur. Kärntner Verkehrszeitung 5, Klagenfurt 1928
- Das Volk steht auf. Wie Kärnten um seine Freiheit rang. Österreichische Bücherei 7. Wien 1925
- Kampf um Kärnten. Artur Kollitsch, Klagenfurt 1930
- Kärnten, mein Leben für Dich! Berichte aus dem Kärntner Freiheitskampf von 1919 und 1920. Die Grenzboten-Reihe. Verlag Grenze & Ausland, Berlin & Stuttgart 1935
- Mein Herz ist im Hochland. Leykam, Graz-Wien-Leipzig 1937
- Kärnten, deutscher Süden. Leykam, Graz 1935
- (Hrsg.): Deutsche Ostmark. 10 Dichter und 100 Bilder lobpreisen Österreich. Leykam, Graz 1936; 3. Auflage als: Alpenland – Donauland Leykam, Graz 1943
- Kärnten, sonniges Bergland, 5. Auflage Graz, 1947 [mit 128 Bildern auf 64 Tafeln in Kupfertiefdruck, 4. Auflage 1943 unter d 1936, §. Auflage: em Titel Kärnten, deutscher Süden]
- Kärnten, Heimatland, Ahnenland. Ein Buch für die Jugend. Leykam Graz 1943
- Vom Glück des ländlichen Lebens. Wancura, Wien-Stuttgart 1953

### Autobiografie
- Im Morgenlicht. Jugenderinnerungen. Amandus-Ed., Wien 1948